# 梅斯基塔德哈尔克
梅斯基塔德哈尔克，是西班牙阿拉贡自治区特鲁埃尔省的一个市镇。总面积31平方公里，总人口135人（2001年），人口密度4人/平方公里。